# Ciechnowo
Ciechnowo [t͡ɕexˈnɔvɔ] (Technow của Đức)  là một ngôi làng thuộc khu hành chính của Gmina Sławoborze, thuộc quận Świdwin, West Pomeranian Voivodeship, ở phía tây bắc Ba Lan. Nó nằm khoảng 4 kilômét (2 mi) về phía đông nam Sławoborze, 10 km (6 mi) về phía bắc của Świdwin và 91 km (57 mi) về phía đông bắc của thủ đô khu vực Szczecin.